# Западный Биарриц
Западный Биарриц (фр. Biarritz-Ouest) — упразднённый французский кантон, находился в регионе Аквитания, департамент Атлантические Пиренеи. Входил в состав округа Байонна.
Код INSEE кантона — 6444. В кантон Западный Биарриц входила часть коммуны Биарриц.
Кантон был создан в 1973 году.

## Население
Население кантона на 2012 год составляло 10 754 человека.
| 1962 | 1968 | 1975 | 1982 | 1990   | 1999   | 2006   | 2012   |
| ---- | ---- | ---- | ---- | ------ | ------ | ------ | ------ |
| —    | —    | —    | —    | 13 394 | 13 535 | 11 829 | 10 754 |